# Rasau (Torgamba)
Rasau is een bestuurslaag in het regentschap Labuhan Batu Selatan van de provincie Noord-Sumatra, Indonesië. Rasau telt 977 inwoners (volkstelling 2010).